# Последний ужин (фильм, 2012)
«Великое пиршество вана» (кит. 王的盛宴, Wáng Dè Shèng Yàn) — фильм 2012 года режиссёра Лу Чуаня, англоязычное название — «Последний ужин». Снят по мотивам исторических записок «Ши цзи» древнекитайского историка Сыма Цяня и повествует о времени Чу-Ханьской войны, приходе к власти и правлении в III — II веках до н. э. Гао-цзу — первого императора династии Хань.

## Сюжет
195 год до н. э. Первый император династии Хань — Гао-цзу на пороге своей смерти. Но он никак не может обрести покой. Ему всё время снятся кошмары и чудятся бесконечные козни врагов — настоящих и мнимых, в которых в его воображении превратились уже все окружающие, включая и бывших его самых верных друзей и соратников, которые и привели его к власти. Престарелый и больной Гао-цзу любит свою наложницу Ци и боится свою жену — императрицу Люй, постепенно прибравшую всю власть в империи к своим рукам. Мучимый кошмарами Гао-цзу вспоминает события своей жизни…
Четырнадцать лет назад. 209 год до н. э. Через год после смерти жестокого императора Цинь Ши хуанди, против его наследников по всей империи вспыхнули восстания. Одно из первых восстаний началось на территории завоёванного Цинь Ши хуанди царства Чу. Господин Юй был тогда молодым и удачливым генералом, воевавшим за царство Чу. А Гао-цзу тогда звался просто Лю, он и Сяо тогда были всего лишь простолюдинами, пришедшими на поклон к господину Юю. Господин Юй пожалел Лю и дал ему небольшое войско для освобождения родичей, и вот скоро Лю прославился и стал другом господину Юю. Но соперничество в захвате столицы предыдущей династии Цинь постепенно превратило Лю и господина Юя в злейших врагов…
Гао-цзу вспоминает, как ещё через два года войны, в 207 году до н. э. он, будучи всё ещё просто «Лю из Пэй», сумел опередить господина Юя и первым захватил дворец предыдущей династии Цинь и их юного наследника Цзыина. Тогда Лю решил: «кто первым захватит дворец, тот и станет императором». Лю из Пэй уже считает себя императором. Но когда подходят войска господина Юя, вся армия Лю разбегается, остаются только самые верные соратники — Сяо и Чжан.

## В ролях
- Liu Ye (actor) — император Гао-цзу (Лю Бан)
- Qin Lan — императрица Люй (Люй Чжи)
- Huo Siyan — наложница Ци[англ.]
- Ву, Дэниел — господин Юй (Сян Юй)
- He Dujuan — наложница Юй[англ.]
- Chang Chen — генерал Синь (Хань Синь)
- Sha Yi — главный министр Сяо (Сяо Хэ)
- Qi Dao — министр Чжан (Чжан Лян)
- Mohe Ta’er — министр Фань (Фань Куай)
- Lü Yulai — наследник-император Цзыин